# 2007 TU24
El asteroide 2007 TU24 fue descubierto el 11 de octubre de 2007 por el equipo de Vigilancia del Cielo de Catalina (Catalina Sky Survey), en Tucson, Arizona, que es uno de los cuatro centros que trabajan para el Programa de Observación de Objetos Cercanos a la Tierra (NEO, Near Earth Objects), normalmente llamado ‘Spaceguard’, financiado por la NASA.

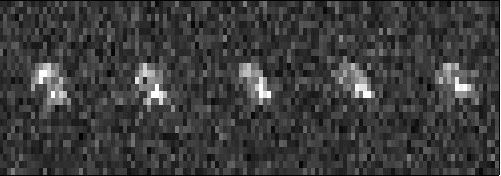
Serie de imágenes de radar en baja resolución de (2007) TU_{24}.

El asteroide tiene un tamaño entre 150 y 160 metros de diámetro, y pasó a menos de 540 000 kilómetros (1,4 veces la distancia a la Luna) de la Tierra el 29 de enero de 2008 a las 08:33 UTC. En el momento de máxima cercanía alcanzó una magnitud aparente aproximada de 10’3 antes de palidecer rápidamente al alejarse de la Tierra. 

## Riesgo de impacto
Este asteroide ha sido puesto en una «lista de vigilancia» al pasar su órbita cerca de la Tierra. Desde el descubrimiento del asteroide, y hasta el 24 de enero de 2008 se realizaron un total de 112 observaciones del mismo, en un tiempo de 115 días. La trayectoria del asteroide, por tanto, está definida con suficiente precisión, y aunque en un principio fue catalogado como de 'riesgo de impacto', de acuerdo a los criterios de la NASA, el riesgo no es muy elevado, y ha sido descatalogado posteriormente.